# 밥 딜런
밥 딜런(영어: Bob Dylan, /ˈdɪlən/; 출생명 로버트 앨런 짐머맨(영어: Robert Allen Zimmerman), 1941년 5월 24일 ~ )은 미국의 싱어송라이터, 작가, 화가이다. 60년 넘게 활동하면서 대중문화의 상징적인 존재로 자리잡았으며, 역사상 가장 위대한 음악가 중 한 명으로 언급된다. 그의 가장 유명한 작품들은 1960년대 창조된 것으로, 〈Blowin' in the Wind〉, 〈The Times They Are a-Changin'〉 등 곡은 그를 "세대의 목소리"로 칭해지게 했으며, 또한 민권 운동과 반전 운동의 앤섬으로 차용되게 된다. 미국 포크 음악 부흥을 뒤로한 채, 대중음악의 범위를 넓혀 6분 가량의 싱글 〈Like a Rolling Stone〉을 1965년 녹음한다.
딜런의 가사는 넓은 범위를 아우르며 정치, 사회, 철학, 문학의 영향을 받는다. 이들은 현존한 대중음악의 관습에 저항하며 급성장하는 반문화에 호소했다. 초기 리틀 리처드의 공연과 우디 거스리, 로버트 존슨, 행크 윌리엄스의 작곡에 영향을 받은 딜런은 음악 장르를 증폭하고 자기 것으로 활용할 줄 알았다. 그의 음반 활동은 50년 넘게 지속되었으며 포크, 블루스, 컨트리에서 가스펠, 로큰롤과 로커빌리에서 영국, 스코틀랜드, 아일랜드 포크 음악까지를 포섭하면서 고전 미국 노래를 탐구했고, 심지어 재즈와 그레이트 아메리칸 송북까지 수용했다. 기타, 건반, 하모니카를 사용한 공연을 했다. 반주는 시시각각 바뀌는 라인업의 음악가가 제공하며 1980년대 말부터 건실히 수행한 순회공연은 네버 엔딩 투어로 불리고 있다. 녹음 아티스트 및 공연자로서 그가 이룩한 업적은 그의 경력 중심에 위치해 있지만, 그의 가장 위대한 공헌으로 평가되는 것은 작곡·작사다. 1994년부터 시작해 일곱 권의 드로잉 및 그림 서적을 발간했고 그의 작업물은 주요 예술 화랑에 전시되고 있다.
음악가로서 딜런은 1억 장 넘게 음반을 팔아 역대 가장 많은 음반을 판 아티스트 중 하나로 자리매김했다. 일곱 번의 그래미상, 골든 글로브상 한 번, 아카데미상 한 번을 받았다. 로큰롤 명예의 전당, 미네소타 음악 명예의 전당, 내슈빌 명예의 전당, 작곡가 명예의 전당에 헌액되었다. 2008년 퓰리처상 심사위원들은 딜런에게 "그의 가사 작품의 비범한 시적 힘이 아로새긴 대중음악 및 미국 문화에서의 깊은 영향"을 인정해 특별 표창을 했다. 2012년 5월 29일에는 당시 미국 대통령 버락 오바마에게 대통령 자유 훈장을 수여받았다. 2016년 "위대한 미국의 전통 노래에서 새로운 시적 표현을 창조한" 공로로 노벨문학상을 수여받았다.

## 생애

### 유년기

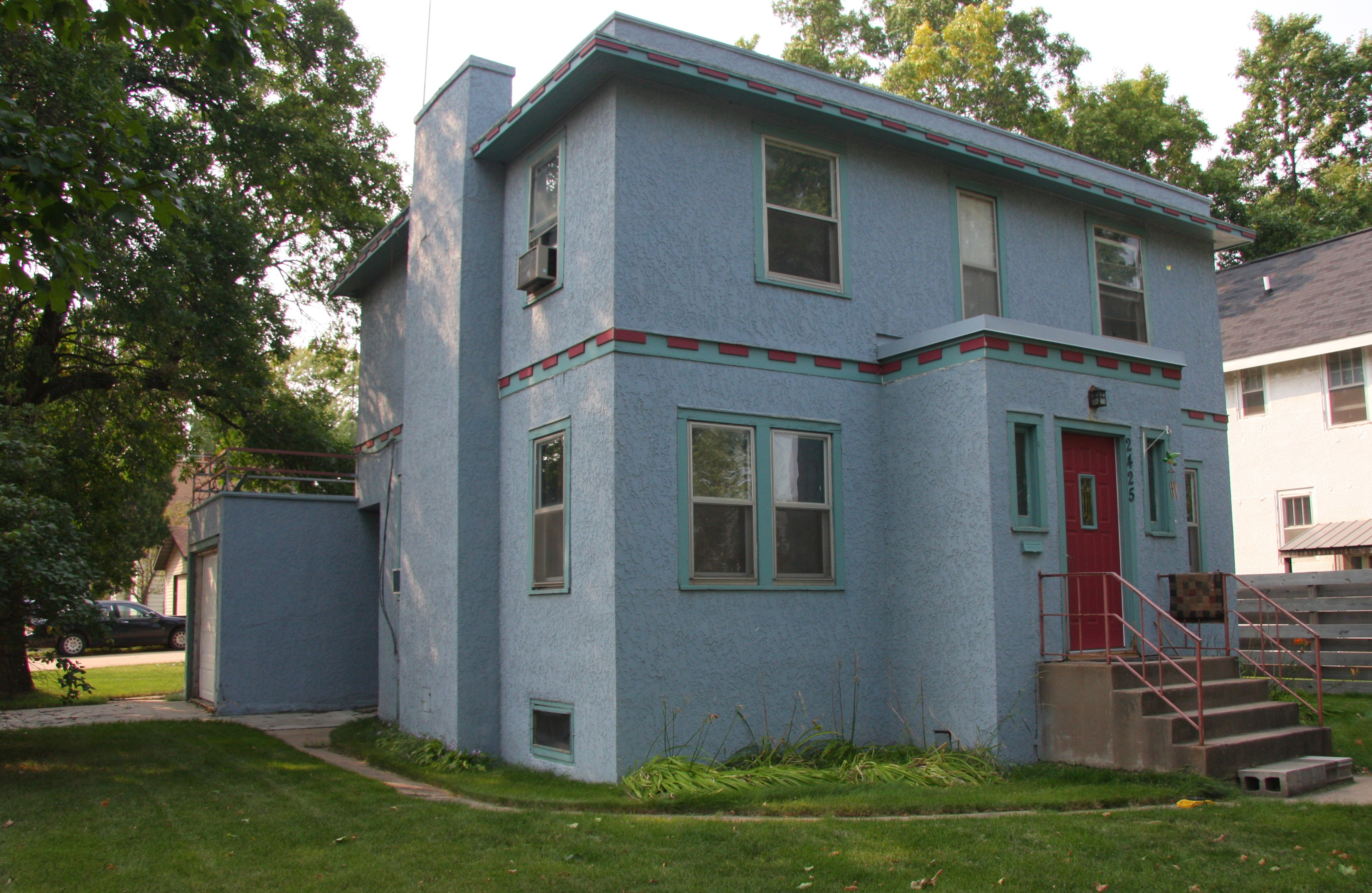
미국 미네소타주 히빙에 위치한 지머맨 가족의 집

밥 딜런은 1941년 5월 24일 미네소타주 덜루스의 중산층 유대인 집안에서 태어나 히빙에서 자랐다. 그의 부친은 전기 기술자 일을 하며 가족의 생계를 꾸려 나갔다. 사실 밥 딜런은 로버트 앨런 지머맨이라는 실명 외에 샤브타이 자이셀 벤 아브라함이라는 이름을 가지고 있었다. 그것은 유대인이 가지는 종교적인 이름으로서 그의 가정은 당시 그 도시에서는 드문 유대계 가문이었다. 그의 조부는 러시아의 유대인 박해를 피해 미국에 이민 온 인물이었다. 가톨릭 신자가 다수였던 마을에서 유대인은 소수민족으로 왕따를 당했고, 그의 유일한 탈출구는 삼촌 소유의 극장에서 영화 감상을 하는 것이다. 그는 당시 최고의 반항아 제임스 딘을 사모했다. 그러다 음악적 재능을 발견해 피아노를 치고 기타를 들기 시작했다.
1959년 미네소타 대학교에 입학하여, 문학을 전공하지만 1년도 채 되지 않아 자퇴를 결정했다. 우디 거스리, 로버트 존슨, 행크 윌리엄스의 포크, 블루스, 컨트리 음악에 심취하면서 거리에서 자신의 음악을 노래하며 세상과 대화하는 청춘을 선택했다. 평소 동경하던 시인 딜런 토마스의 이름을 차용해 밥 딜런이라는 예명을 붙여 활동했으며, 1961년 미네소타를 떠나 뉴욕으로 거처를 옮겼다. 이름은 웨일스 시인 '딜런 토마스'에서 스스로 개명하였다는 견해가 일반적으로 받아들여지고 있으나, 서부극 《건스모크》의 등장인물 '마샬 맷 딜런'의 어간에서 차용하였다는 설도 있다.

### 1960년대

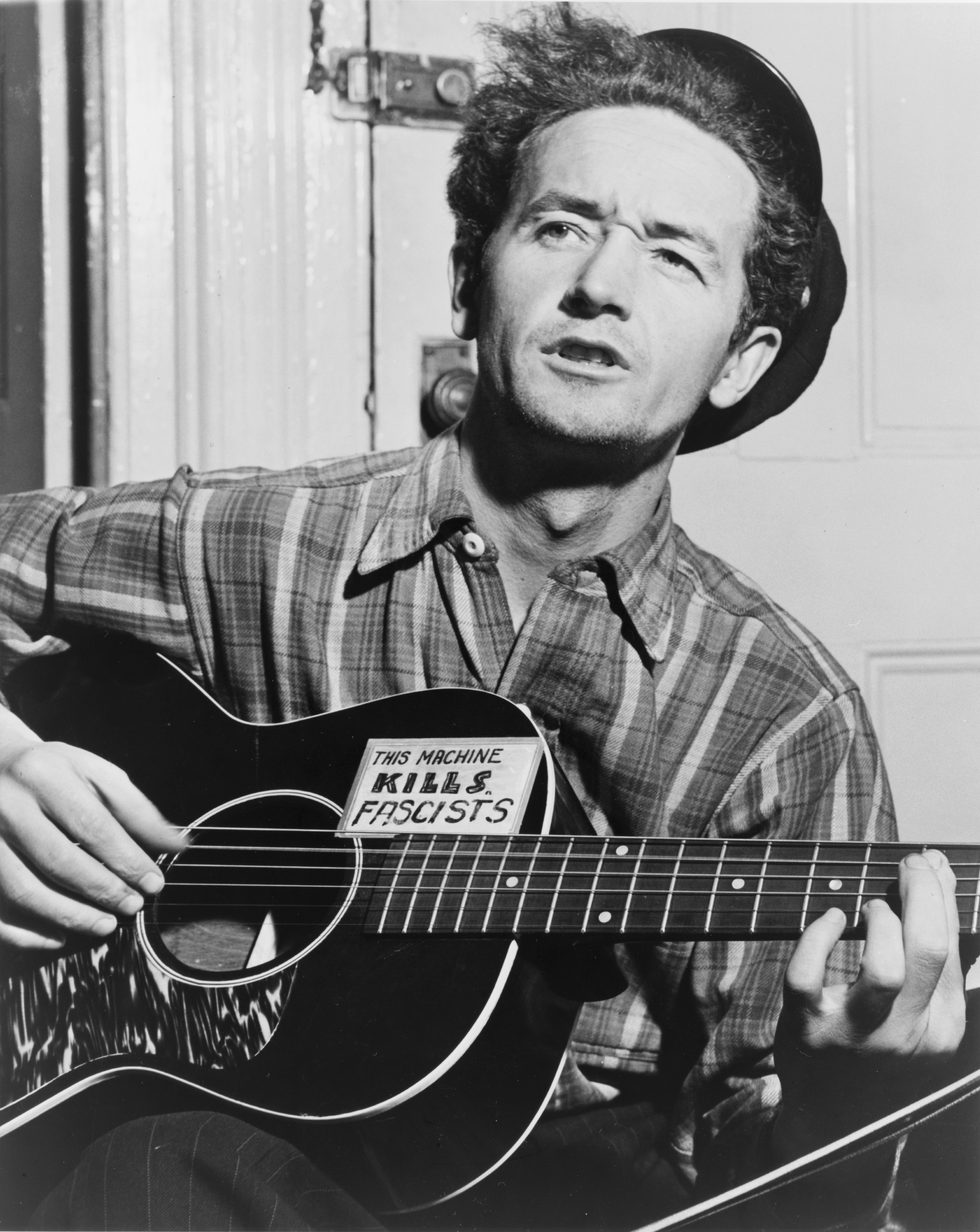
1943년의 우디 거스리

1961년 대학을 중퇴한 딜런은 그가 숭배한 우디 거스리가 사는 뉴욕시로 가기로 결심했고, 스무 살의 딜런은 뉴욕 그리니치빌리지에 도착했다. 딜런은 뉴욕에 도착하자마자 곧바로 한 시간 반 버스를 타고 자신을 음악의 길로 이끈 영웅 우디 거스리를 만나러 갔다. 그러나 우디 거스리는 늙어서 신경퇴보증에 걸려 뉴저지주립병원의 병상에 누워 있었다. 수십 개의 침상이 나란히 놓여 있는 방에서 거스리는 무기력하게 누워 있었다. 무서운 병마에 항복한 우디 거스리의 육체를 보면서 딜런은 기겁했으나 그는 기타를 치며 자신이 좋아한 우디 거스리의 노래를 부르며 죽어가는 노인을 위로했다. 그리고 떨리는 손으로 노인에게 친필 서명을 받았다. 처와 아들인 아론 거스리가 딜런의 방문에 매우 기뻐했다고 전해진다.
이후 딜런은 그리니치빌리지의 수많은 클럽과 카페에서 노래를 불렀다. 레퍼토리는 주로 흑인 델타 블루스, 우디 거스리, 레드벨리와 같은 고전 포크 계열의 노래였다. 때때로 자작곡도 한두 곡씩 끼워넣었다. 딜런의 창법은 점점 더 우디 거스리와 닮아갔고, 외양적으로도 그와 흡사한 스타일(덥수룩한 헤어 스타일과, 낡은 플란넬 셔츠, 색이 바랜 블루진)을 추구했으며, 가사가 내포하는 사회의식 또한 견고해져 갔다. 그러다 유명 음반 제작가 존 하몬드의 눈에 띄어 콜롬비아 레코드를 통해 데뷔하게 된다. 데뷔 음반 《Bob Dylan》(1962)은 전혀 팔리지 않은 작품이었지만, 우연히 이 음반을 듣게 된 한 사내가 딜런에게 관심을 표했다. 그는 바로 훗날 록계를 대표하는 거물 매니저로서 일세를 풍미하게 될 앨버트 그로스만이었다.

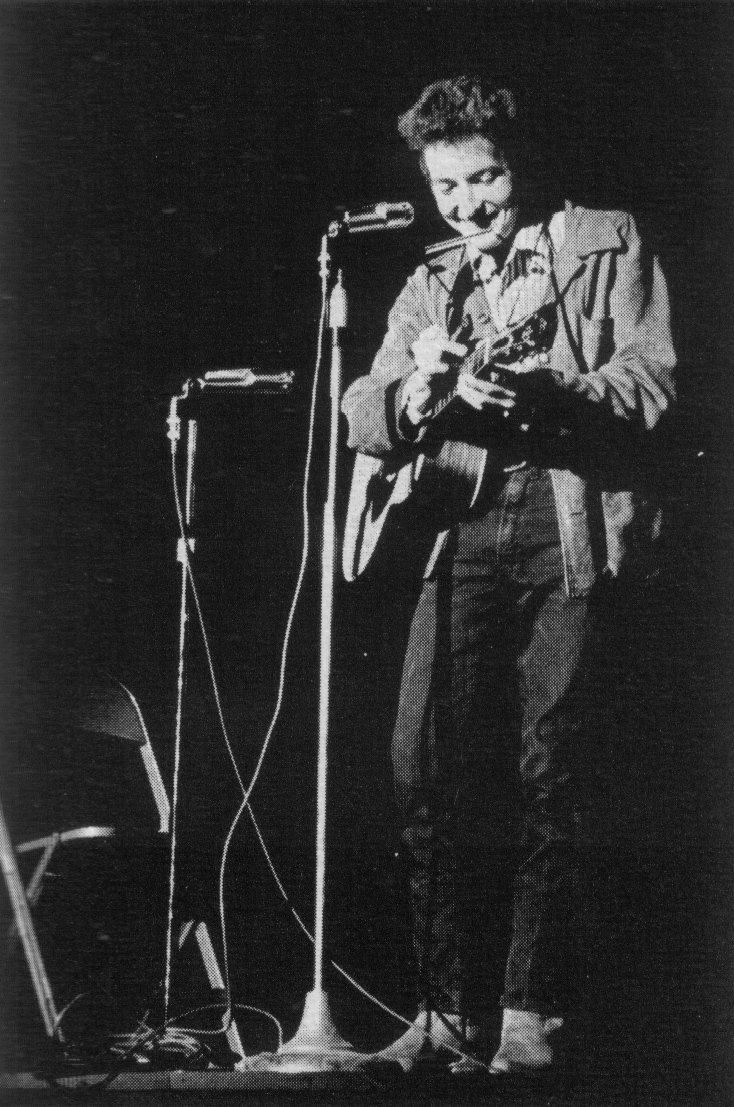
1963년 11월의 밥 딜런

이후 미대 지망생인 수즈 로토로를 떠나보낸 딜런은 괴로워했다. 제대로 먹지도 못했고 제대로 잠을 자지도 못하는 나날들이 이어졌다. 괴로워하면서도 그는 미친 듯 곡을 썼다. 〈Don't Think Twice, It's all right〉, 〈Masters of War〉, 〈Positively 4th street〉, 〈Blowin' in the Wind〉 등이 모두 이때 만들어졌다. 두 번째 음반 《The Freewheelin' Bob Dylan》에 이 곡들이 수록되었다. 음반 재킷에는 눈이 내린 날 그리니치빌리지에서 수즈와 팔짱을 낀 채 걸어오는 사진을 실었다. 자작곡 〈Blowin' in the Wind〉은 피터, 폴 앤 메리가 불러 빌보트 차트 2위에 올라 그는 하루아침에 스타가 되었다. 《뉴욕타임스》는 그를 프랑스 시인 아르튀르 랭보와 소련 시인 예브게니 옙투셴코와 비교 평가하는 글을 실었다. 이 노래는 베트남전을 반대하는 히피들의 혁명가가 되었다. 음반의 성공을 통해 당시 활발했던 사회적 저항 운동의 상징적인 음악가가 되었으며, 특히 잭 케루악, 앨런 긴즈버그 등 비트닉 작가들의 영향을 받은 그의 시적인 가사는 대중음악에서의 가사의 수준을 끌어 올렸다.

#### 일렉트릭으로의 전환
자신이 의도치도 않았던 저항 가수로서의 굴레가 마음에 들지 않았던 딜런은 언론과 자주 마찰을 일으키게 되며, 당시 비틀즈를 위시로 한 브리티시 인베이전 밴드들의 일렉트릭 사운드에 자극을 받아 정통 어쿠스틱 포크에서 일렉트릭 사운드로의 전환을 시도한다. 패션 스타일 또한 당시 런던에서 유행하던 모즈룩의 영향을 받게 된다. 1971년 그는 이렇게 술회한 바 있다.
| “ | 그들(비틀즈)은 아무도 하지 않은 것을 하고 있었다. 그들의 코드는 정말 도에 지나친 것이었지만 하모니가 그것을 타당하게끔 했다. 그러나 맹세하건데 난 정말 그들에게 빠졌다. 모두들 그들이 어린 10대를 위한 광대이며 곧 사라질 것이라고들 했다. 그러나 내겐 명확했다. 그들이 지속력을 갖고 있다는 사실이. 난 그들이 음악이 가야할 방향을 제시하고 있다는 걸 알았다. 내 머리 속에는 비틀즈가 전부였다. | ” |

1965년 뉴포트 포크 페스티벌(The Newport Folk Festival)에서 록 밴드 폴 버터필드 블루스 밴드와 키보디스트 알 쿠퍼를 대동하고 일렉트릭 사운드를 선보인 사건은 수많은 대중과 포크 팬들의 야유와 반발을 불러 일으키지만, 딜런은 자신의 음악적 전환을 확고하게 이어갔으며 이를 통해 포크 록이라는 새로운 음악적 영역을 창조하고 발전시켰다. 이 시기의 음반으로는 《Bringing It All Back Home》(1965), 《Highway 61 Revisited》(1965), 《Blonde On Blonde》(1966)가 있다. 1965년 11월 딜런은 25세의 전직 모델 사라 라운즈와 극비리에 혼인식을 치르고 이듬해 1966년 봄 호주와 유럽을 중심으로 투어를 시작한다. 딜런의 연주 여행에 동참하게 된 새로운 백업 밴드의 이름은 더 혹스(더 밴드의 전신). 전후반으로 나뉜 공연 프로그램에서 1부는 딜런 홀로 플레이하는 어쿠스틱 스테이지, 2부는 더 혹스를 대동한 로큰롤 스테이지로 이루어져 있었다.

#### 모터사이클 사고와 은둔
투어를 마치고 뉴욕으로 돌아온 1966년 7월, 딜런은 자택인 우드스탁 근처의 도로에서 모터사이클을 몰고 가던 중 사고를 당해 기나긴 요양 생활에 들어가게 된다. 이 사고는 당시 언론에 의해 알려진 바와 달리 큰 사고는 아니었지만 그가 뮤직 비즈니스계에서 도피하기 위한 의도로 자의에 의해 부풀려진 부분이 크다고 전해진다. 그는 이후 몇 개 정도의 이벤트에 모습을 드러낸 것을 제외하곤 1974년까지 콘서트 활동을 일체 중단하기에 이른다. 그는 우드스탁에 집을 짓고 아이들을 키우면서 마치 은둔자와도 같은 나날을 보내기 시작한다. 그리고 이 시기 그와 마찬가지로 우드스탁에 정착한 더 밴드의 멤버들과의 본격적인 교류가 시작된다. 한때 로니 호킨스라는 블루스 록계의 보컬리스트의 백 밴드(당시는 더 혹스(The Hawks))로서 4년 가까이 투어 활동을 한 더 밴드는 가혹한 조건 속에서 베테랑 투어 밴드로 성장했다.
더 밴드의 멤버들은 빅 핑크라 이름 붙인 임대주택에 모여 살고 있었는데, 그곳 지하에는 그들이 자신의 손으로 직접 만든 스튜디오가 있었다. 어느 날 그곳을 방문한 딜런이 더 밴드의 멤버들과 즉흥적인 세션을 가지게 되었다. 주로 루츠록(Roots Rock) 장르의 음악을 만들었는데, 그때 녹음한 마스터 테이프가 어느샌가 해적판으로 나돌게 되며 그때까지 완전한 무명이었던 더 밴드의 존재가 세간에 알려지게 된다. 그리고 그것을 계기로 그들은 1975년 대망의 데뷔 음반 《Music From The Pink》을 발매하게 된다.
더 밴드와의 세션 후, 활동을 재개한 딜런은 1967년 즈음 컨트리의 본고장인 내슈빌에서 새 음반 녹음에 착수한다. 불후의 명작이라 일컬어지는 전작 《Blond On Blond》(1966년) 또한 내슈빌에서 녹음되었다. 당시 많은 젊은 아티스트들이 사이키델릭이라는 새로운 경향에 눈 돌릴 무렵, 굳이 보수적이고 한물간 음악으로 취급받고 있던 컨트리 뮤직을 선택한 것이었다. 서부 개척 시대 무법자의 이름에서 착안한 음반 《John Wesley Harding》은 같은 내슈빌에서 녹음을 했는데, 전작과 달리 성경의 내용을 하나의 테마로서 등장시킨 작품이다.

### 1970년대

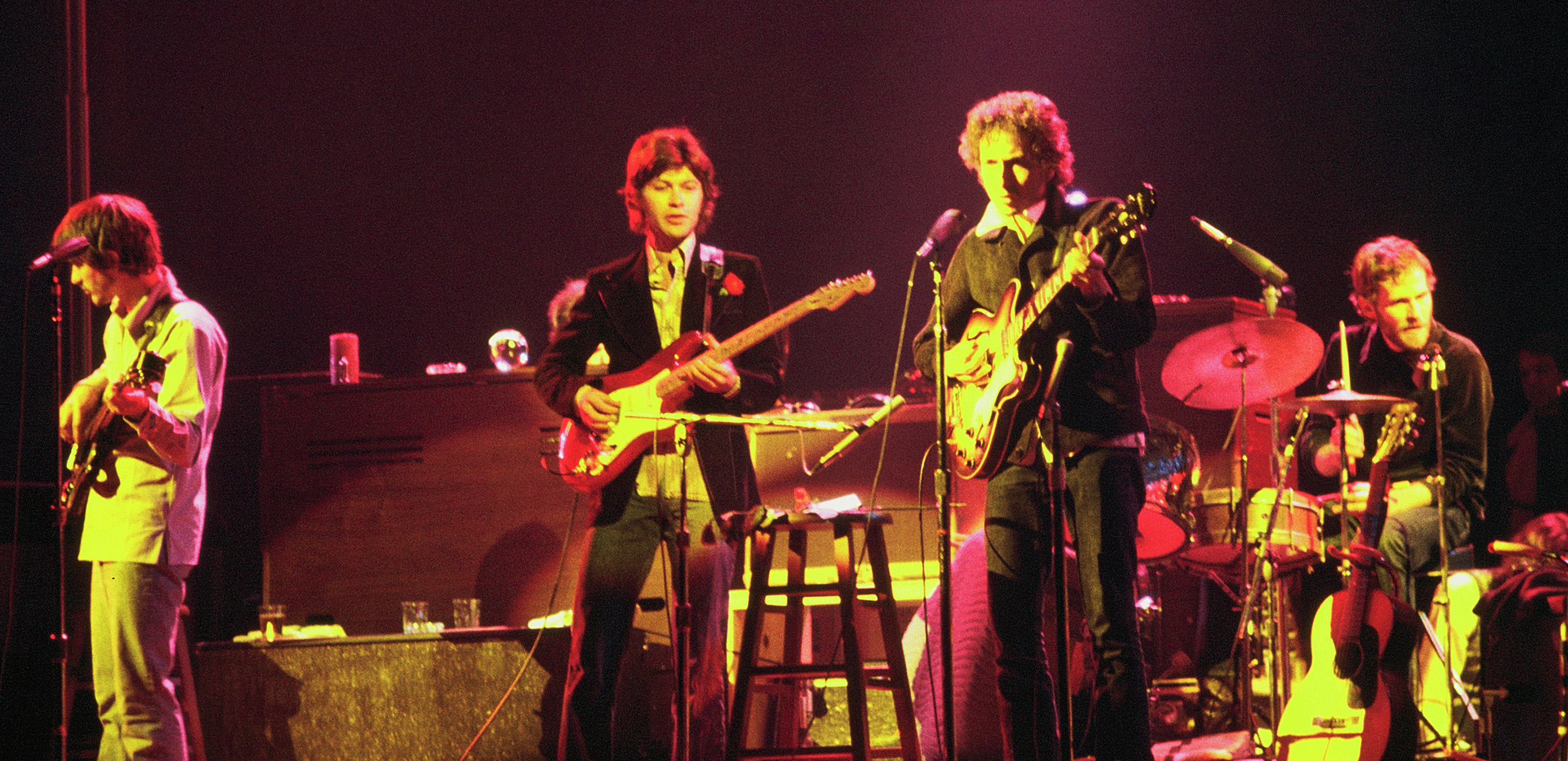
1974년 시카고에서의 공연 중인 더 밴드와 밥 딜런

그 후 1969년 《Nashville Skyline》(1969년), 《Self Portrait》과 《New Morning》(1970년), 《Bob Dylan's Greatest Hits Vol. II》(1971년)를 연이어 발표한 뿐, 공연 일정도 없이 음반도 발표하지 않는 침묵의 시간이 계속된다. 딜런의 부활은 더 밴드와 함께 시작한 콘서트 투어로부터 시작되었다. 친구이자 비틀즈의 전 멤버인 조지 해리슨이 1971년에 주최한 콘서트 포 방글라데시(Concert For Bangladesh)에서 공연하기도 했다. 같은 시기 발매한 오랜만의 정규 음반 《Planet Waves》가 무려 전미 음반 차트 넘버원에 랭크되어 다시금 예전 활력을 되찾은 딜런은 1975년, 1976년 새 음반 《Blood On The Tracks》, 《Desire》를 각각 발표한다. 이 작품은 당시 이혼 직전 상태에 있던 사라 딜런과의 아내와의 불화와 이혼을 겪으며 태어났다.
이듬해 발표한 음반 《Desire》도 뛰어난 작품이었다. 살인범으로 수감되어 있던 흑인 프로 복서 루빈 허리케인 카터의 석방을 기원하며 만든 노래 《Hurricane》은 딜런에게 있어 오랜만의 히트 싱글이 되었다. 그리고 그 여세를 몰아 새로운 라이브 투어 롤링 썬더 리뷰를 시작하게 되었다. 롤링 썬더 리뷰는 콘서트 투어라기보다는, 하나의 거대한 쇼였다. 주역은 물론 딜런이었지만, 로저 맥귄, 존 바에즈, T 본 버넷, 로니 브레이클리, 앨런 긴즈버그, 로버타 플랙, 조니 미첼 등의 쟁쟁한 아티스트가 게스트로 대거 출연했다. 딜런은 훌륭한 라이브 퍼포먼스로 호평을 얻었으며, 투어를 배경으로 한 세미 다큐멘터리를 직접 제작하는 등, 정력적인 활동을 펼쳐가고 있었다. 그러나 아쉽게도 투어는 후반기로 접어들수록 점차 예전의 활력을 잃어가기 시작했다. 매회 네 시간에 걸친 기나긴 콘서트는 점차 멤버들의 체력과 정신력을 소모시켜 갔으며 멤버들 사이에 코카인이나 각성제 등의 약물 사용이 빈번하게 이루어지게 되는 결과를 낳게 된다. 딜런 또한 오랜 친구였던 필 오크스의 자살과 아내 사라와의 이혼 문제로 인해 점차 의욕을 잃어가고 있었다.
1970년대 말부터 밥 딜런은 종교에 심취하기 시작했다. 1979년 작 《Slow Train Coming》은 기독교 원리주의에 심취해 가스펠을 노래하는 밥 딜런의 변화를 기록하고 있는 작업이었다. 음반에 수록된 곡을 통해 그래미 최우수 남성 록 보컬 부문을 수상하기도 했지만, 뒤이어 발표한 《Saved》 《Shot of Love》와 같은 음반은 음악가보다 전도사로 더 많은 시간을 할애하고 있던 밥 딜런의 초상을 담고 있었다. 사라와의 이혼 소송, 앨버트 그로스맨의 법정 투쟁은 모두 엄청난 변호사 비용을 필요로 하였으며, 그 자금은 로열티 수익만으론 도저히 확보가 불가능한 상황이었다. 이러한 상황에 있어 유일한 해결책이란 투어를 돌며 현금을 벌어들이는 것뿐이었다. 그리하여 1978년 그는 대대적인 월드 투어에 나서게 된다.

### 1980년대

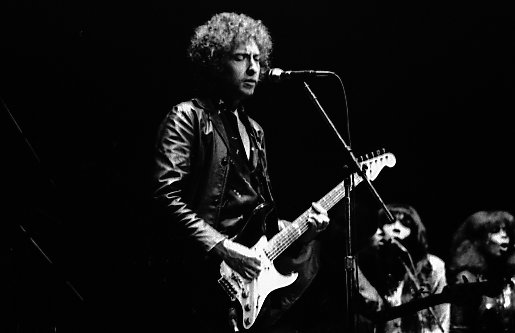
1980년 4월 18일, 토론토에서의 딜런

월드 투어를 마친 그는 쉴 새 없이 음반 제작에 매진한다. 《Slow Train Coming》(1979년), 《Saved》(1980년), 《Short of love》(1981년), 《Infidels》(1983년), 《Empire Burlesque》(1984년), 그리고 무려 LP 다섯 장짜리의 대작이 된 미발표 곡을 포함한 베스트 음반 《Biograph》(1985년), 《Knock out loaded》(1986년), 《Down in the groove》(1988년), 《Dylan & The Dead》(1989년) 등 차례차례 음반을 발표했다. 개중에 높은 평가를 얻고, 만족할 만한 판매고를 올린 작품은 아이러니하게도 과거의 노래를 집대성한 작품인 《Biograph》와 예전의 동료들과 함께 놀이 감각으로 만든 프로젝트 음반 《Traveling Wilburys Vol. 2》(1988) 정도였다.
1985년, 마이클 잭슨이 주도한 《We Are The World》 프로젝트에 참가한 것이 그가 1980년대에 대중에게 남긴 가장 주목할 만한 활동이었다. 1982년 작곡가 명예의 전당 입성, 1988년 로큰롤 명예의 전당 선정 역시도 밥 딜런의 음악적 평가를 완료의 시점에서 평가하는 것이기도 했다. 1988년, 조지 해리슨, 로이 오비슨, 제프 린, 톰 페티와 '트래블링 윌버리스'를 결성하였다. 아이디어 고갈로 고민하던 그는 수많은 용병들에게 도움을 받게 되는데, 데뷔 당시 뉴웨이브계의 밥 딜런이라 불렸던 다이어 스트레이츠의 마크 노플러는 《Slow Train Coming》의 작업에 본격 투입되었고, 톰 페티 앤 더 핫브레이커스가 딜런의 투어 밴드로 참가했으며, 브루스 스프링스틴의 백 밴드 E 스트리트 밴드가 리코딩에 참가, 레게 뮤직계 최고의 리듬 콤비 슬라이 던바 앤 로비 셰익스피어가 리듬 파트에 합류하기도 했다. 그 외에도 카를로스 산타나와 함께 투어를 개최, 거기에 그레이트풀 데드가 참가하기도 하였다.
이 시기 딜런은 완전히 자신감을 잃고 방황하게 되었다. 1989년 발표된 음반 《Oh Mercy》는 다니엘 라노아를 프로듀서로 기용한 것만으로도 주목할 만한 작품이었지만, 역시 판매고는 신통치 않았다. 1990년에는 당시 주가를 높이던 워즈 형제가 프로듀서로 참가한 음반 《Under the red sky》를 발표하지만 이것 또한 전혀 판매고에 도움을 주지 못한 채, 이후 7년간 음반 작업을 중단하기에 이른다. 딜런은 그런 악재 속에서 네버 엔딩 투어라 명명한 투어를 시작한다. 이것은 두 번째 아내와의 이혼 문제와 음악적인 영감 부족으로 고민하는 그에게 있어 일종의 도피의 장을 마련해 준 것이었다.

### 1990년대
1990년대에도 밥 딜런의 위상은 간간이 새로운 음반을 발표하는 원로 가수의 입장에서 크게 벗어나지 못했다. 1992년 그는 연간 통산 105회 공연을 실시했다. 3일에 한 번꼴로 세계 어딘가에서 노래하고 있던 것이다. 이후에도 그는 연간 100회에 가까운 속도로 투어 일정을 소화하고 있다. 1997년 딜런은 《Oh Mercy》 이후 오랜만에 프로듀서 다니엘 라노아와 콤비를 짜고 마이애미의 밤 테리어 스튜디오에서 7년 만에 정규 음반을 녹음하게 된다. 이 음반 《Time out of mind》는 블루스 색채가 짙은 포크 록 스타일의 악곡에 과거의 걸작 《Blood on track》을 더욱 심화시킨 듯한 심오한 노랫말이 담겨 있으며, 거기에 다니엘 라노아의 프로듀스가 창출해낸 독특한 무드가 결합되어 따스하고 예스러우면서도 딜런 특유의 날 선 예리함과 진보적 감각이 조화를 이루는 작품이었다. 이 음반으로 그는 생애 처음으로 그래미상을 수상, 또 한번 록 음악계의 정점에 우뚝 설 수 있었다. 하지만 딜런은 그러한 성공의 기쁨에 도취할 새도 없이 즉시 투어를 재개한다. 음반 타이틀과 동명인 《Time out of mind》라 명명된 투어를 개시하며 1998년 연간 통상 103회에 이르는 공연을 가졌다. 1999년에는 《타임》지가 선정하는 20세기의 가장 영향력 있는 인물 100인에 선정되었다.

### 2000년대
2000년에 스웨덴의 왕립음악원에서 주관하는 폴라음악상의 주인공이 되었고, 2004년 10월에 출판된 회고록 《바람만이 아는 대답: 밥 딜런 자서전》(Chronicles: Volume One)은 뉴욕 타임스의 논픽션 부문 베스트셀러 목록에 19주간 머물렀다. 2000년에 영화 《원더 보이스》에 나온 그의 노래 "Things Have Changed"와 함께 아카데미 상을 수상하였다. 2008년에는 퓰리처상의 주인공이 되기도 했다.
2009년 4월 28일 딜런은 그의 33번째 정규 음반 《Together Through Life》을 발매하였다. 이 음반은 빌보드 차트와 '가장 많이 팔린 200개의 음반' 차트에서 모두 1위에 올랐으며, UK음반 차트에서는 발매된 지 1주 만에 1위에 올랐다. 2010년 3월 31일, 데뷔한지 48년 만에 올림픽공원 체조경기장에서 첫 내한 공연을 가졌다. 2016년 10월 13일, 대중 가수로는 최초로 노벨 문학상 수상자로 선정되었다.

## 노벨 문학상 수상
스웨덴 학술원의 사라 다니우스 사무 총장은 수상 발표 직후 한 인터뷰에서, "밥 딜런은 귀를 위한 시를 쓴다"고 표현하였다. "밀턴과 블레이크에서 이어지는 영어권 전통 속에서 위대한 시인이며, 항상 자신을 쇄신하고 새로운 신원을 창조하고 있다. 2천5백 년 전에 써진 호메로스와 사포의 시를 지금까지 읽고 우리가 그것을 즐긴다면 밥 딜런 또한 읽을 수 있고 읽지 않으면 안 된다."고 수상 배경을 밝혔다.

## 사생활

### 연인 관계

#### 수즈 로토로
클럽과 카페를 전전하며 노래를 부르던 시절 딜런은 열일곱 살의 이탈리아계 수즈 로토로를 만난다. 고등학교를 갓 졸업한 수즈 로토로는 미대 지망생이었다. 우연히 딜런의 연주를 보고 그에게 푹 빠진 수즈는 그가 출연하는 날마다 카페에 와 연주를 감상하곤 했다. 스물한 살의 딜런은 아직 세상의 때가 묻지 않은 귀여운 소녀와 열정적인 연애를 시작했다. 얼마 지나지 않아 두 사람은 4번가 근처에 원룸을 얻어 동거에 들어갔다. 두 사람은 작은 방에서 유명한 화가와 유명한 록스타를 꿈꾸며 꿈결 같은 시간을 보냈다. 이 아파트에 음악가들이 드나들었다. 피터, 폴 앤 메리, 데이브 반 론크 등이 싸구려 와인을 들고 와 서로 신곡을 보여주며 많은 이야기를 나눴다. 딜런은 수즈와 결혼하고 싶어했다. 어느 날 용기를 내어 수즈 어머니를 찾아갔다. 수즈의 어머니 메리는 “너희는 너무 어려서 결혼이 주는 무거운 책임감을 질 수 없어. 게다가 딜런, 네가 어떤 사람인지 모르겠네.”라며 결혼을 반대했고, 메리는 수즈를 데리고 이탈리아로 긴 여행을 떠났다.

#### 존 바에즈

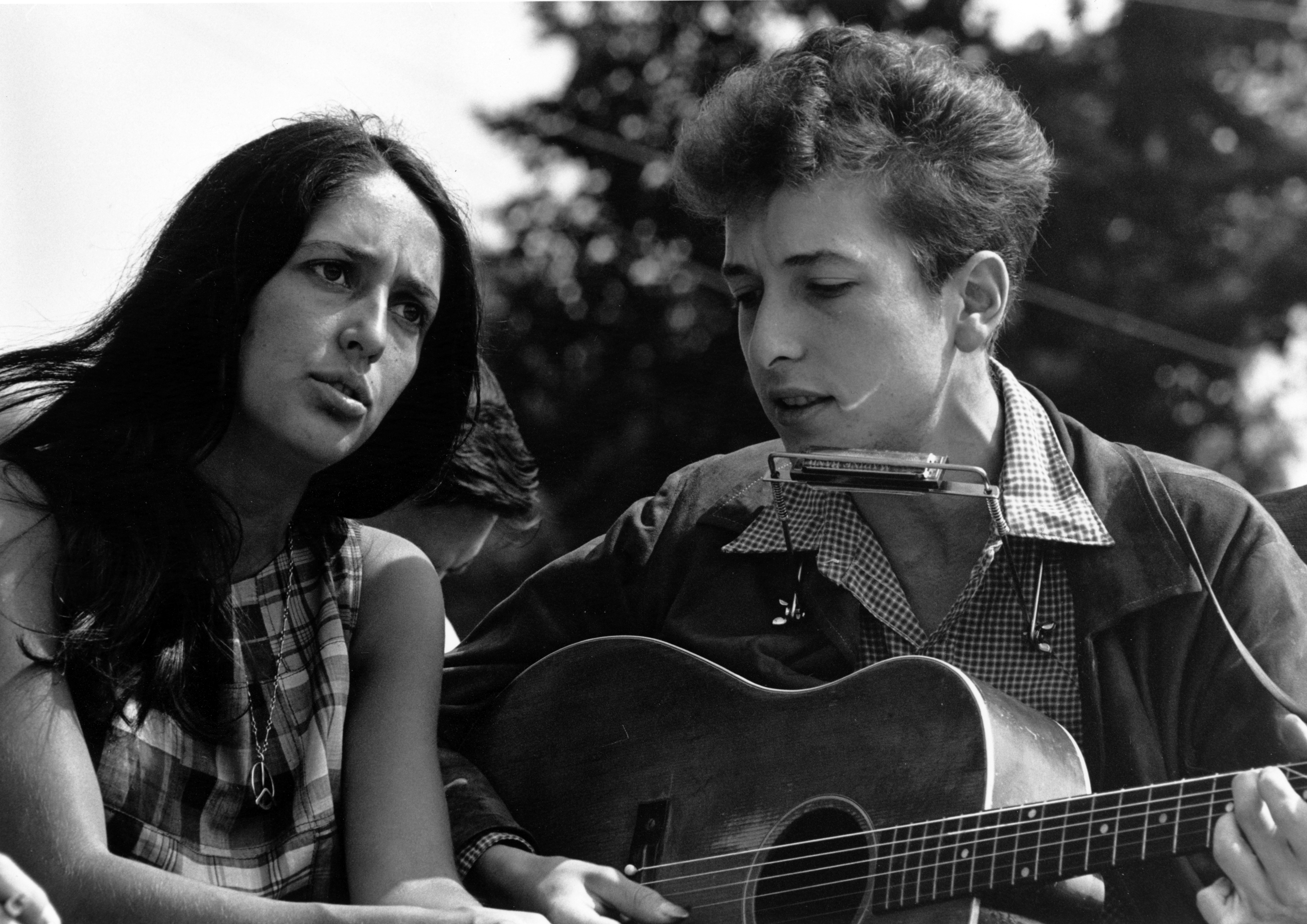
1963년 8월 28일 시민권 운동인 '워싱턴 행진'에서 존 바에즈와 밥 딜런

1961년 4월, 뉴욕 그리니치 빌리지에서 존 바에즈를 처음 만난 그는 금세 연인이 되어 뉴욕의 한 호텔에서 함께 지냈다. 당시는 딜런이 무명 작곡가에 불과했던 시절, 이미 신비한 미성으로 포크음악의 신예로 떠올랐던 바에즈는 딜런을 자신의 무대에 내세웠고, 딜런은 《바람만이 아는 대답》(Blowing in the wind) 등 자신의 여러 곡을 바에즈가 부르게 했고, 둘은 어느새 민권·반전 운동의 기수가 되었다. 1963년 8월 마틴 루터 킹 목사의 《내겐 꿈이 있습니다》라는 연설 이후, 이어진 워싱턴 대행진 뒤 20대 초반이었던 둘은 수많은 시민들 앞에서 《우리 승리하리라》(We shall overcome)라는 노래를 부르며 공연했다. 1965년 미국의 베트남전 참전이 시작된 직후 열린 7월 뉴포트 포크 페스티벌에서도 딜런과 바에즈는 선배 피트 시거와 함께 반전 공연을 펼쳤다. 1965년 밥 딜런과 존 바에즈는 헤어졌다.

## 영향
밥 딜런은 미국 포크 음악에서 가장 중요한 가수로 평가받는다. 그는 아일랜드의 포크 음악 그룹인 더 클랜시 브라더스로부터 영향을 받았고, 존 바에즈와 피터, 폴 앤 메리에게 영향을 주었다. 밥 딜런이 지은 곡들 가운데 "Restless Farewell"은 더 클랜시 브라더스가 부른 아일랜드 고전 포크송 파팅 글래스를, "Ramblin' Gamblin' Willie"는 브레넌 온 더 모어를, "Farewell"은 잉글랜드 고전 포크송 리빙 어브 리버풀을, "Pretty Paggy-O"는 메이드 어브 파이프-이-오를 패러디한 곡이다. 밥 딜런이 지은 반전평화 가요인 "Blowing in the Wind"는 존 바에즈나 주디 콜린스(Judy Collins), 킹스턴 트리오(The Kingston Trio), 피터, 폴 앤 메리 등등도 불렀다. 한편 대한민국의 1970년대 통기타 포크 음악은 미국 포크 음악의 영향을 받았다. 이를테면 김민기, 양희은 등의 가수들은 모두 통기타를 사용하는데, 미국 포크 음악으로부터 영향을 받은 것이다. 호너사의 하모니카 시그니처가 있는 뮤지션이다.

## 음반 목록
- 《Bob Dylan》 (1962)
- 《The Freewheelin' Bob Dylan》 (1963)
- 《The Times They Are a-Changin'》 (1964)
- 《Another Side of Bob Dylan》 (1964)
- 《Bringing It All Back Home》 (1965)
- 《Highway 61 Revisited》 (1965)
- 《Blonde on Blonde》 (1966)
- 《John Wesley Harding》 (1967)
- 《Nashville Skyline》 (1969)
- 《Self Portrait》 (1970)
- 《New Morning》 (1970)
- 《Pat Garrett & Billy the Kid》 (1973)
- 《Dylan》 (1973)
- 《Planet Waves》 (1974)
- 《Blood on the Tracks》 (1975)
- 《The Basement Tapes》 (1975)
- 《Desire》 (1976)
- 《Street Legal》 (1978)
- 《Slow Train Coming》 (1979)
- 《Saved》 (1980)
- 《Shot of Love》 (1981)
- 《Infidels》 (1983)
- 《Empire Burlesque》 (1985)
- 《Knocked Out Loaded》 (1986)
- 《Down in the Groove》 (1988)
- 《Oh Mercy》 (1989)
- 《Under the Red Sky》 (1990)
- 《Good as I Been to You》 (1992)
- 《World Gone Wrong》 (1993)
- 《Time Out of Mind》 (1997)
- 《Love and Theft》 (2001)
- 《Modern Times》 (2006)
- 《Together Through Life》 (2009)
- 《Christmas in the Heart》 (2009)
- 《Tempest》 (2012)
- 《Shadows in the Night》 (2015)
- 《Fallen Angels》 (2016)
- 《Triplicate》 (2017)
- 《Rough and Rowdy Ways》 (2020)
- 《Shadow Kingdom》 (2023)

## 저서
- 타란툴라 (1971): 소설
- 바람만이 아는 대답 (2004): 회고록

## 출연 작품
- 포크의 여왕, 존 바에즈